# اعتلاج شرطي
في نظرية المعلومات، تحدد الإنتروبيا الشرطية (أو الالتباس equivocation) كمية المعلومات اللازمة لوصف نتيجة متغير عشوائي {\displaystyle Y} بالنظر إلى أن قيمة متغير عشوائي آخر {\displaystyle X} معروف. هنا، يتم قياس المعلومات في شانون، ناتس، أو hartleys. انتروبيا {\displaystyle Y} مشروطة {\displaystyle X} مكتوب مثل {\displaystyle \mathrm {H} (Y|X)} .

## تعريف
الانتروبيا الشرطية {\displaystyle Y} بفرض {\displaystyle X} يعرف بـ
| {\displaystyle \mathrm {H} (Y\|X)\ =-\sum _{x\in {\mathcal {X}},y\in {\mathcal {Y}}}p(x,y)\log {\frac {p(x,y)}{p(x)}}} | \| \| \| \| \| \| \| \| | (Eq.1) |
| |                         |        |
| |                         |        |

|  |  |  |
|  |  |  |

حيث {\displaystyle {\mathcal {X}}} و {\displaystyle {\mathcal {Y}}} تدل على مجموعات الدعم {\displaystyle X} و {\displaystyle Y} .

يوضح مخطط فين العلاقات المضافة والطرحية مقاييس المعلومات المختلفة المرتبطة بالمتغيرات المرتبطة و. المنطقة التي تحتوي عليها كلتا الدائرتين هي الانتروبيا المشتركة. الدائرة على اليسار (الأحمر والبنفسجي) هي الإنتروبيا الفردية ، مع انتروبيا الحمراء إنتروبيا مشروطة. الدائرة على اليمين (الأزرق والبنفسجي) ، مع المجال الأزرق. البنفسج هو المعلومات المتبادلة.

ملاحظة: من المعتاد أن تكون التعابير {\displaystyle 0\log 0} و {\displaystyle 0\log c/0} للإصلاح {\displaystyle c>0} يجب أن تعامل على أنها تساوي الصفر. هذا بسبب {\displaystyle \lim _{\theta \to 0^{+}}\theta \,\log \,c/\theta =0} و {\displaystyle \lim _{\theta \to 0^{+}}\theta \,\log \theta =0} 
شرح بديهي للتعريف   : حسب التعريف ، {\displaystyle \displaystyle H(Y|X)=\mathbb {E} (\ f(X,Y)\ )} حيث {\displaystyle \displaystyle f:(x,y)\ \rightarrow -\log(\ p(y|x)\ )}. {\displaystyle \displaystyle f} مرتبطة بـ {\displaystyle \displaystyle (x,y)} محتوى المعلومات {\displaystyle \displaystyle (Y=y)} بفرض {\displaystyle \displaystyle (X=x)} وهو مقدار المعلومات اللازمة لوصف الحدث {\displaystyle \displaystyle (Y=y)} بفرض {\displaystyle (X=x)} . وفقا لقانون الأعداد الكبيرة، {\displaystyle \displaystyle H(Y|X)} هي المعنى الحسابي لعدد كبير من التحويلات المستقلة{\displaystyle \displaystyle f(X,Y)}.